# Orry-la-Ville
Orry-la-Ville je francouzská obec v departementu Oise v regionu Hauts-de-France. V roce 2010 zde žilo 3 403 obyvatel.

## Vývoj počtu obyvatel
Počet obyvatel 